# Deutsch-jugoslawische Beziehungen
Die Deutsch-jugoslawischen Beziehungen waren das zwischenstaatliche Verhältnis zwischen Deutschland und Jugoslawien. Jugoslawien entstand nach dem Ende des Ersten Weltkriegs und unterhielt enge Wirtschaftsbeziehungen zur Weimarer Republik und auch zu NS-Deutschland, bevor es nach dem Jugoslawischen Staatsstreich 1941 zu einer Invasion Jugoslawiens durch Hitlerdeutschland kam, welche zu einer brutalen mehrjährigen Besetzung des Landes führte. Mit dem Abzug deutscher Truppen kam es 1944 zur Vertreibung der meisten Jugoslawiendeutschen. Nach dem Ende des Krieges wurden 1951 diplomatische Beziehungen zwischen dem nun sozialistischen Jugoslawien und der Bundesrepublik Deutschland aufgenommen. Diese wurden von der BRD 1957 abgebrochen, als Jugoslawien beschloss, auch diplomatische Beziehungen zur Deutschen Demokratischen Republik aufzunehmen. Erst 1968 entsendete die BRD wieder einen Botschafter nach Belgrad. Es bestanden in der Folgezeit sowohl zur BRD als auch zur DDR gute politische und wirtschaftliche Beziehungen. Deutsche Touristen bereisten Jugoslawien und Jugoslawen gehörten zu den größten Gruppen an Gastarbeitern in Westdeutschland. Nach der deutschen Wiedervereinigung kam es zu einer kontroversen Episode, als Deutschland die Sezession Kroatiens und weiterer Teilrepubliken anerkannte und die Bombardierung Serbiens durch NATO-Kräfte während des Kosovokriegs unterstützte. Die deutsch-jugoslawischen Beziehungen endeten schließlich 2003, als Serbien und Montenegro zum Nachfolgestaat von Restjugoslawien wurde.

## Geschichte

### Zwischenkriegszeit

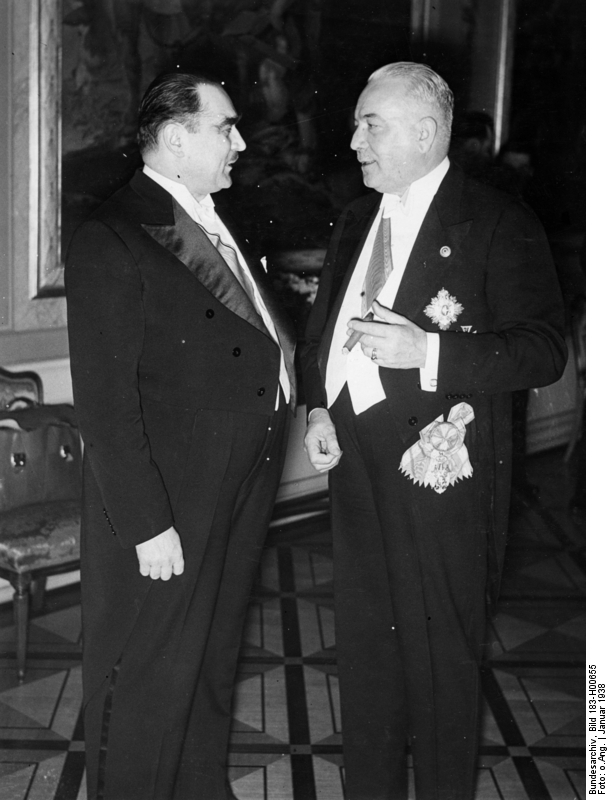
Milan Stojadinović mit dem deutschen Außenminister Konstantin von Neurath in Berlin (1938)

Nach dem Ende des Ersten Weltkriegs wurde Friedrich von Keller 1921 zum ersten Gesandten Deutschlands im Königreich der Serben, Kroaten und Slowenen (1929 in Königreich Jugoslawien umbenannt) ernannt. Die diplomatischen und wirtschaftlichen Beziehungen intensivierten sich in den 1930er Jahren deutlich, als sich der jugoslawische Ministerpräsident Milan Stojadinović ab 1935 an die in Deutschland und Italien regierenden faschistischen Bewegungen anlehnte. Da Deutschland sowohl Nahrungsmittel als auch Rohstoffe wie Eisen, Bauxit, Kupfer und Mangan benötigte, erlebte Jugoslawien ab 1935 einen wirtschaftlichen Aufschwung und exportierte in großem Umfang Mineralien und landwirtschaftliche Produkte nach Deutschland, was das Land in den wirtschaftlichen Einflussbereich Deutschlands brachte. Bis 1939 wurde knapp die Hälfte des jugoslawischen Handels mit Deutschland abgewickelt, wodurch das Reich zum größten Handelspartner wurde. Im Januar 1938 besuchte Stojadinović Deutschland, um Adolf Hitler zu treffen, und versicherte ihm, dass er ein persönlicher Bewunderer des Führers sei. Jugoslawien verkündete den Anschluss Österreichs anzuerkennen und Hitler versicherte Jugoslawien, Deutschland würde das Land nicht mehr durch die alte „Wiener Brille“ betrachten. Durch eine Neutralität wollte Jugoslawien vermeiden, bei einem weiteren großen Krieg zwischen die Fronten zu geraten. Dies wurde allerdings durch die irredentistischen Ansprüche von Hitlers verbündetem Benito Mussolini in Jugoslawien verkompliziert.
Nach Beginn des Zweiten Weltkriegs startete Italien 1940 ohne Absprache mit Deutschland eine Militäraktion auf dem Balkan und griff Albanien und Griechenland an, dessen Scheitern eine deutsche Intervention nötig machte. Am 25. März 1941 trat Jugoslawien unter deutschem Druck dem Dreimächtepakt bei, was Großbritannien auf den Plan rief. Nur zwei Tage später kam es zu einem von den britischen Geheimdiensten unterstützten Staatsstreich in Belgrad, welcher sich gegen das Bündnis mit den Achsenmächten richtete und den 17-jährigen Peter II. Karađorđević an die Macht brachte. Hitler reagierte darauf mit einem Einmarsch in Jugoslawien und die Wehrmacht besetzte gemeinsam mit seinen Verbündeten das Land innerhalb von elf Tagen.

### Zweiter Weltkrieg

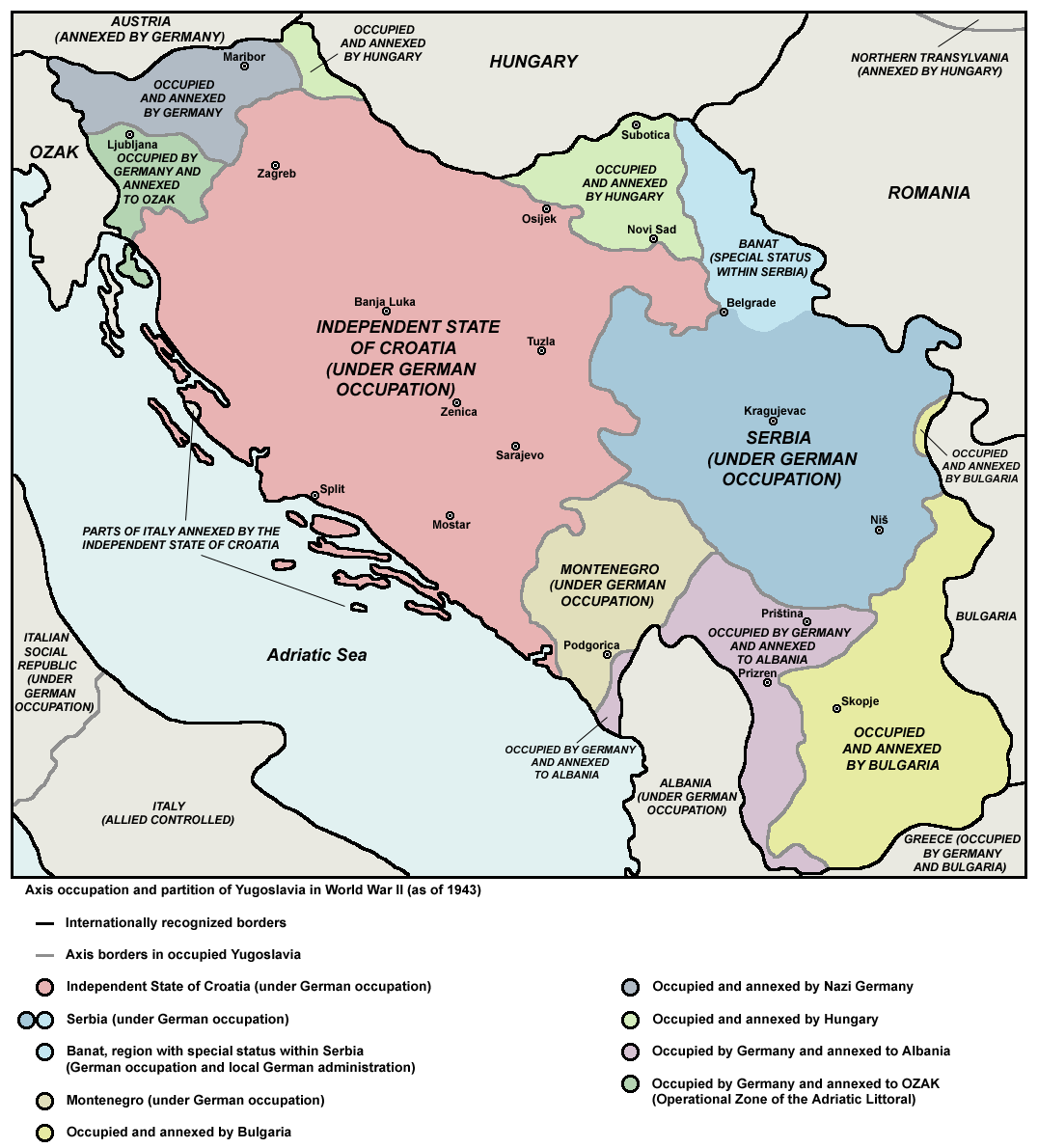
Besetzung Jugoslawiens während des Zweiten Weltkriegs

Der jugoslawische Staat wurde zerschlagen und nach Verhandlungen unter den Achsenmächten aufgeteilt. Deutschland, Italien, Ungarn und Bulgarien annektierten verschiedene Gebiete, während im Unabhängigen Staat Kroatien (einem faschistischen Marionettenregime) die Ustascha eine Terrorherrschaft errichtete. Serbien wurde von Deutschland besetzt. In der Folge kam es zu einem erbitterten Widerstand, insbesondere durch zwei rivalisierende Gruppen: die kommunistischen Partisanen unter Josip Broz Tito und die königstreuen Tschetniks. Dies führte zu einem blutigen Partisanenkrieg mit der Wehrmacht und SS, welche zahlreiche Kriegsverbrechen beging. Die Nazis rekrutierten die Donauschwaben in militärische Einheiten und machte sie zur Speerspitze ihrer brutalen Besatzungspolitik. In ganz Jugoslawien kostete der Krieg knapp 1,5 Millionen Menschen das Leben. Die 7. SS-Freiwilligen-Gebirgs-Division „Prinz Eugen“ rekrutierte sich zu 90 Prozent aus Volksdeutschen aus den Balkanländern. Ab Herbst 1944 begann die Rote Armee gemeinsam mit den Partisanen, weite Teile Jugoslawiens von der deutschen Besatzung zu befreien. Besonders wichtig war die Belgrader Operation im Oktober 1944, bei der Belgrad zurückerobert wurde. In den folgenden Monaten zogen sich die deutschen Truppen komplett aus dem Land zurück. Der Rückzug führte zur Ermordung oder Vertreibung von einem Großteil der Deutschen in Jugoslawien, welche vor dem Krieg knapp 5 Prozent der Bevölkerung ausgemacht hatte und nun kollektiv der Kollaboration mit dem NS-Regime beschuldigt wurden.

### Kalter Krieg

#### BRD und Jugoslawien

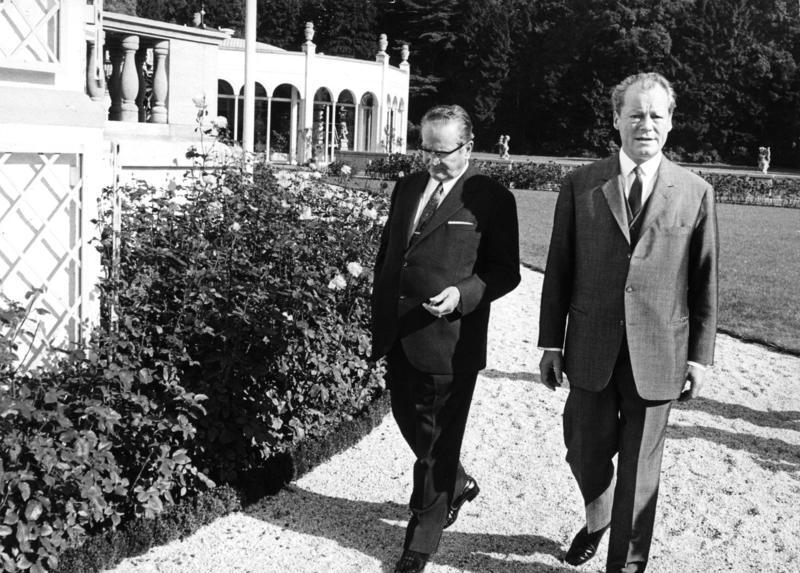
Josip Broz Tito mit Willy Brandt (1970)

Die Bundesrepublik Deutschland und die Sozialistische Föderative Republik Jugoslawien nahmen 1951 diplomatische Beziehungen auf und diese entwickeln sich in der Folgezeit gut. Die Wirtschaftskooperation wurde wieder aufgenommen und die BRD unterzeichnete 1956 ein Wirtschaftsabkommen, das Wirtschaftshilfen in Höhe von 240 Millionen D-Mark für Jugoslawien vorsah. Jugoslawien war allerdings nicht bereit, die westdeutsche Hallstein-Doktrin zu akzeptieren, nach der nur diplomatische Beziehungen zu einem deutschen Staat unterhalten werden konnten. Nach der Aufnahme diplomatischer Beziehungen zur DDR stoppte die BRD 1957 alle diplomatischen Kontakte zu Jugoslawien und beendete die Wirtschaftskooperation. Am 7. Februar 1968 wurde die Botschaft der BRD in Belgrad wiedereröffnet und die Beziehungen wieder aufgenommen. Im Oktober 1968 unterzeichneten beide Länder ein Anwerbeabkommen, welches zur Einwanderung hunderttausender Jugoslawien in die Bundesrepublik führte. Unter der neuen Ostpolitik kam es zu einer deutlichen Intensivierung der Beziehungen und beide Länder wurden Mitglieder der KSZE. Tito besuchte die BRD jeweils 1970 und 1974 bei Staatsbesuchen und traf sich mit Bundeskanzler Willy Brandt. Für Jugoslawien wurde die BRD nach 1970 einer der wichtigsten Handels- und Wirtschaftspartner, weshalb es hier 11 Konsulate in verschiedenen Städten und eine Botschaft in Bonn unterhielt. Die ansässigen Diplomaten waren in Zusammenarbeit mit der jugoslawischen Staatssicherheit auch an der Überwachung und Unterdrückung jugoslawischer Emigranten- und Dissidentengruppen in Deutschland beteiligt. In Zusammenarbeit mit in Deutschland ansässigen kriminellen Gruppen aus Jugoslawien wurden diesen auch Morde an Dissidenten auf dem Staatsgebiet der BRD vorgeworfen.

#### DDR und Jugoslawien
Die unabhängige Linie Jugoslawiens während des Kalten Krieges verkomplizierte die Beziehungen zur DDR, obwohl beide Staaten nominell eine sozialistische Ausrichtung hatten. 1948 kritisierte Tito den „demokratischen Zentralismus“ der DDR und 1951 kam die SED zum Schluss, dass „das Tito-Regime zu einer faschistischen Agentur und zu einem hündisch ergebenen Werkzeug des Dollar-Imperiums geworden“ sei. Mit der Entstalinisierung verbesserte sich das Verhältnis und 1957 nahmen beide Länder schließlich diplomatische Beziehungen auf. Nachdem die DDR sich 1963 bereit erklärt hatte, Entschädigungszahlungen für Zwangsarbeiter des Zweiten Weltkriegs zu zahlen, kam es 1965 zu einem Staatsbesuch Titos in der DDR, wo dieser von Walter Ulbricht den Großen Stern der Völkerfreundschaft verliehen bekam. Nachdem Jugoslawien 1968 die Niederschlagung des Prager Frühlings kritisiert hatte, trübten sich die Beziehungen wieder ein. Unter Erich Honecker unterhielten beide Staaten ab 1971 kooperative Beziehungen und 1977 betonten sie ihre „Freundschaft“. Aufgrund seiner unabhängigen Linie blieb Jugoslawien als Urlaubsland für DDR-Bürger bis zum Fall der Mauer allerdings weitgehend tabu, während gleichzeitig zahlreiche Westdeutsche das Land besuchten. Lediglich knapp 1000 ausgesuchte DDR-Bürger durften jährlich in Gruppenreisen nach Slowenien und an die Adriaküste reisen. Zwischen 1968 und 1990 wurde auch etwa 30.000 Kindern aus der DDR, die an Atemwegserkrankungen litten, erlaubt, in ein Sanatorium an der kroatischen Adriaküste zu reisen.

### Deutschland und der Zerfall Jugoslawiens
Mit dem Fall des Eisernen Vorhanges begann Jugoslawien zu zerfallen. Slowenien und Kroatien erklärten sich am 25. Juni 1991 für unabhängig und bewaffnete Kämpfe begannen. Im Dezember 1991 erkannte Deutschland unter dem Einfluss von Außenminister Hans-Dietrich Genscher die Unabhängigkeit von Slowenien und Kroatien an, was für Bestürzung und Wut in Belgrad sorgte. Deutschland nahm eine Vorreiterrolle ein, da sich die Staaten der EWG zu diesem Zeitpunkt noch nicht auf eine gemeinsame Linie gegenüber den Separatisten in Jugoslawien geeinigt hatten. Serbenführer Slobodan Milošević warf Genscher deshalb vor, der „Hauptkriminelle bei der Zerstörung Jugoslawiens“ gewesen zu sein. Genscher stritt später vehement ab, die Jugoslawienkriege ausgelöst zu haben. Bosnien und Herzegowina wurde schließlich am 6. April von Deutschland diplomatisch anerkannt, da dies der Jahrestag der deutschen Bombardierung Belgrads im Zweiten Weltkrieg war, wurde dies in Belgrad als Provokation aufgefasst. Mit der Verschlechterung der Beziehungen zu Deutschland war von 1992 bis zur Zeit nach dem Dayton-Abkommen im Jahr 1996 nur noch ein Geschäftsträger in der deutschen Botschaft von Belgrad aktiv.
Deutschland nahm knapp die Hälfte aller Flüchtlinge des Jugoslawienkriegs auf, knapp 400.000 Menschen zwischen 1991 und 1995, von denen einige dauerhaft blieben, aber die meisten später zurückkehrten. Deutschland schloss sich auch den Sanktionen gegenüber Belgrad an, welche die Wirtschaft von Restjugoslawien verwüstete. In dieser Zeit wurde die deutsche D-Mark eine wichtige Parallelwährung auf dem Balkan. In der Republik Montenegro war diese zwischen 1999 und 2002 sogar offizielles Zahlungsmittel.
Der Beginn des Kosovokriegs Ende der 1990er Jahre löste in Deutschland kontroverse Diskussionen aus. Außenminister Joschka Fischer unterstützte eine westliche humanitäre Intervention und begründete diese mit der Abwehr eines möglichen Genozids an den Kosovo-Albanern. Am 13. November 1998 beschloss der Bundestag die Beteiligung der Bundeswehr an der Operation Allied Force der NATO, welche dem Kosovo die de facto Abspaltung von Restjugoslawien ermöglichte und durch Bombenangriffe für große Schäden in Jugoslawien sorgte. Dies war in der Öffentlichkeit und in der Partei von Außenminister Fischer umstritten. Fischer hielt am 13. Mai 1999 auf dem Außerordentlichen Parteitag der Grünen eine vielbeachtete Rede zum NATO-Einsatz im Kosovo, in der er die Intervention mit der Begründung „nie wieder Auschwitz“ rechtfertigte.
Nach einem Friedensabkommen im Kosovo beteiligte sich Deutschland mit 8000 Soldaten an der multinationale Friedenstruppe KFOR für den Kosovo, wobei es zu einigen bewaffneten Auseinandersetzungen bei dem Bodeneinsatz kam. Die deutschen Beziehungen zu Jugoslawien verbesserten sich schließlich mit dem Sturz von Slobodan Milošević im Oktober 2000 und die EU-Staaten hoben die meisten Wirtschaftssanktionen gegen das Land auf. 2003 nannte sich die Bundesrepublik Jugoslawien schließlich in Serbien und Montenegro um.